# Шеннон, Майкл
Майкл Корбетт Шеннон (англ. Michael Corbett Shannon; род. 7 августа 1974, Лексингтон, Кентукки, США) — американский актёр театра и кино, музыкант. Лауреат премии Гильдии киноактёров США и премии «Сатурн», двукратный номинант на премию «Оскар», а также «Золотой глобус» и «Тони».
Актёрскую карьеру Шеннон начал в 1991 году, он дебютировал в театре, в городе Чикаго. Первым фильмом в карьере актёра стал «День сурка», где он исполнил эпизодическую роль, сыграв жениха на свадьбе. Его наиболее известным фильмом считается «Дорога перемен» Сэма Мендеса, где он исполнил роль невменяемого Джон Гивингса, также известен по роли генерала Зода в фильме «Человек из стали», а также по сериалу «Подпольная империя». Помимо этого, Шеннон известен совместными работами с кинорежиссёром Джеффом Николсом, у которого он снялся во всех его фильмах, самыми примечательными считаются такие картины, как «Укрытие» и «Мад», а также «Специальный полуночный выпуск».

## Биография
Майкл Корбетт Шеннон родился 7 августа 1974 года в Лексингтоне, штат Кентукки, в семье профессора бухгалтерского учёта университета Де Поля Дональда Сатерлина Шеннона и юриста Джеральдин Хайн. Майкл Шеннон — старший ребёнок, помимо него в семье есть младший брат Дэйв и сестра Ребекка. По отцовской линии Майкл Шеннон приходится внуком американского энтомолога Рэймонда Корбетта Шеннона. Детство актёра прошло в таких городах, как Лексингтон (штат Кентукки) и Чикаго (штат Иллинойс).
Шеннон начал свою карьеру как театральный актёр в городе Чикаго, затем начал играть небольшие роли в различных фильмах. В 2006 году сыграл главную роль в фильме «Глюки». В 2008 году он был номинирован на премию «Оскар», как лучший актёр второго плана за роль в фильме «Дорога перемен». Актёр сыграл во всех фильмах режиссёра Джеффа Николса, который считает его самым талантливым артистом современного американского кино.
В 2011 году Шеннон снялся в главной роли в фильме Джеффа Николса «Укрытие». Драма завоевала две награды в Каннах, а Майкл за свое исполнение собрал множество наград на различных фестивалях. Годом позже актёр сыграл в биографической криминальной драме «Ледяной» наёмного убийцу Ричарда Куклински. В фильме также снялись Вайнона Райдер, Рэй Лиотта, Крис Эванс, Джеймс Франко и др.
В 2017 году Шеннон был во второй раз номинирован на премию «Оскар» — за работу в драматическом триллере «Под покровом ночи» Тома Форда.
В интервью о своей актёрской технике Майкл Шеннон рассказал, что на самом деле он очень послушный человек. Для него киноиндустрия является сервисом, в котором актёр подчиняется сценаристу и режиссёру. Шеннон не рассматривает исполнение ролей как самовыражение. Ведь он говорит в камеру то, что для него написали другие люди, а не свои мысли.

## Личная жизнь
Шеннон находится в отношениях с актрисой Кейт Аррингтон, с которой у него есть две дочери: Сильвия и Мэрион.

## Фильмография
| Год       | Название                                        | Роль                    | Примечания, номинации и награды |
| --------- | ----------------------------------------------- | ----------------------- | --- |
| 1992      | Преследуемая женщина                            | молодой мужчина         | телефильм |
| 1992      | Ангел-Стрит                                     | Патрик Маллиган         | телефильм |
| 1993      | День сурка                                      | Фред Клейсер            | |
| 1996      | Цепная реакция                                  | доставщик цветов        | |
| 1997      | Адское такси                                    | тупица                  | |
| 1997      | Поездка                                         | Джимми                  | |
| 1998—1999 | Завтра наступит сегодня                         | Мерл / мистер Эндрюс    | |
| 1999      | Сын Иисуса                                      | Дандан                  | |
| 1999      | Турки                                           | мужчина                 | телесериал |
| 2000      | Молодые быки                                    |                         | |
| 2000      | Фотограф                                        | Морис                   | |
| 2000      | Безумный Сесил Б.                               | Пити                    | |
| 2000      | Страна тигров                                   | сержант Филмор          | |
| 2001      | Перл-Харбор                                     | лейтенант Гуз Вуд       | |
| 2001      | Бросая вызов                                    | Стэнтон                 | |
| 2001      | Ванильное небо                                  | Аарон                   | |
| 2002      | Особо тяжкие преступления                       | Трой Эбботт             | |
| 2002      | Восьмая миля                                    | Грег Бюэль              | |
| 2003      | Кенгуру Джекпот                                 | Фрэнки Ломбардо         | |
| 2003      | Плохие парни 2                                  | Флойд Потит             | |
| 2003      | Похищение Парсонса                              | Ларри Остербург         | |
| 2004      | Вода                                            | Бобби Мэтисон           | |
| 2004      | Аферисты                                        | Джин                    | |
| 2004      | Мёртвые птицы                                   | Клайд                   | |
| 2004      | Дровосек                                        | Роузен                  | |
| 2004      | Замбони                                         | Уолт Замбони            | короткометражный фильм |
| 2005      | Закон и порядок: Специальный корпус             | Эвери Шоу               | сериал |
| 2006      | Башни-близнецы                                  | Дэйв Карнс              | |
| 2006      | Пошли в тюрьму                                  | Линард                  | |
| 2006      | Чудесно                                         | Джон                    | |
| 2006      | Глюки                                           | Питер Эванс             | |
| 2007      | Чёрный дрозд                                    | Мёрл                    | |
| 2007      | Везунчик                                        | Рэй Замбро              | |
| 2007      | Игры дьявола                                    | Декс                    | |
| 2008      | Дорога перемен                                  | Джон Гивингс            | Премия «Спутник» лучшему актёру второго плана Номинация — Премия «Оскар» за лучшую мужскую роль второго плана Номинация — Премия ассоциации кинокритиков Чикаго лучшему актёру второго плана Номинация — Премия ассоциации кинокритиков Сент-Луиса лучшему актёру второго плана Номинация — Премия общества онлайн-кинокритиков лучшему актёру второго плана |
| 2009      | Пропавший без вести                             | Джон Росоу              | |
| 2009      | Плохой лейтенант                                | Мундт                   | |
| 2009      | Самый лучший                                    | Джордан Уокер           | |
| 2009      | Delocated                                       | Марк                    | сериал |
| 2010      | Тринадцать                                      | Генри, ведущий          | |
| 2010      | Мой сын, мой сын, что ты наделал                | Брэд Маккаллум          | |
| 2010      | Джона Хекс                                      | доктор Кросс Уильямс    | |
| 2010      | Ранэвэйс                                        | Ким Фоули               | |
| 2010      | Герберт Уайт                                    | Герберт                 | короткометражный фильм |
| 2010—2014 | Подпольная империя                              | агент Нельсон Ван Алден | Премия Гильдии киноактёров США за лучший актёрский состав в драматическом сериале |
| 2011      | Возвращение                                     | Майк                    | |
| 2011      | Разрушенная башня                               | Эмиль                   | |
| 2011      | Проповедник с пулемётом                         | Донни                   | |
| 2011      | Укрытие                                         | Кёртис ЛаФорш           | Премия «Сатурн» лучшему киноактёру Премия ассоциации кинокритиков Чикаго лучшему актёру Премия ассоциации кинокритиков Торонто лучшему актёру Премия ассоциации кинокритиков Остина лучшему актёру Премия онлайн-кинокритиков Нью-Йорка лучшему актёру Премия общества кинокритиков Сан-Диего лучшему актёру Номинация — Премия «Спутник» за лучшую мужскую роль — кинофильм Номинация — Премия «Независимый дух» за лучшую мужскую роль Номинация — Премия ассоциации кинокритиков Лос-Анджелеса лучшему актёру Номинация — Премия ассоциации кинокритиков Далласа—Форт-Уэрта лучшему актёру Номинация — Премия ассоциации кинокритиков Вашингтона лучшему актёру Номинация — Премия ассоциации кинокритиков Детройта лучшему актёру Номинация — Премия общества кинокритиков Хьюстона лучшему актёру Номинация — Премия общества онлайн-кинокритиков лучшему актёру Номинация — Премия кинокритиков Ванкувера лучшему актёру |
| 2011      | Печать зла                                      | финансовый воротила     | короткометражный фильм |
| 2012      | Мад                                             | Гэлен                   | |
| 2012      | Срочная доставка                                | Бобби Мандей            | |
| 2012      | Ледяной                                         | Ричард Куклинский       | |
| 2012      | Счастливый час                                  | Майк                    | короткометражный фильм |
| 2013      | Урожай                                          | Ричард                  | |
| 2013      | Человек из стали                                | генерал Зод             | |
| 2014      | Молодёжь                                        | Эрнест Холм             | |
| 2014      | Они пришли вместе                               |                         | |
| 2014      | 99 домов                                        | Рик Карвер              | Премия ассоциации кинокритиков Лос-Анджелеса лучшему актёру второго плана Премия общества кинокритиков Сан-Франциско лучшему актёру второго плана Номинация — Премия «Золотой глобус» за лучшую мужскую роль второго плана — Кинофильм Номинация — Премия Гильдии киноактёров США за лучшую мужскую роль второго плана Номинация — Премия «Независимый дух» за лучшую мужскую роль второго плана Номинация — Премия «Готэм» лучшему актёру Номинация — Премия Critics’ Choice Movie Awards лучшему актёру второго плана Номинация — Премия Ассоциации кинокритиков Чикаго лучшему актёру второго плана Номинация — Премия Ассоциации кинокритиков Торонто лучшему актёру второго плана Номинация — Премия общества кинокритиков Хьюстона лучшему актёру второго плана |
| 2015      | Рождество                                       | Мистер Грин             | |
| 2015      | Всё, что у меня есть                            | Дэйн Уеллс              | |
| 2016      | Специальный полуночный выпуск                   | Рой Томлин              | |
| 2016      | Бэтмен против Супермена: На заре справедливости | генерал Зод / Думсдэй   | |
| 2016      | Под покровом ночи                               | Бобби Андес             | Номинация — Премия «Оскар» за лучшую мужскую роль второго плана |
| 2016      | Лавинг                                          | Грэй Виллет             | |
| 2016      | Фрэнк и Лола                                    | Фрэнк                   | |
| 2016      | Бегущая от реальности                           | Том                     | |
| 2016      | Элвис и Никсон                                  | Элвис Пресли            | |
| 2017      | Форма воды                                      | Стрикленд               | |
| 2017      | Война токов                                     | Джордж Вестингауз       | |
| 2018      | Кавалерия                                       | Кэл Спенсер             | |
| 2018      | Что у них было                                  | Николас Эверхард        | |
| 2018      | Трагедия в Уэйко                                | Гэри Неснер             | мини-сериал |
| 2018      | 451 градус по Фаренгейту                        | Битти                   | телефильм |
| 2018      | Маленькая барабанщица                           | Мартин Курц             | |
| 2019      | Достать ножи                                    | Уолт Тромби             | |
| 2019      | Будто во сне                                    | Эдвард                  | |
| 2020      | Карьер                                          | шериф Мур               | |
| 2020      | Эхо-бумеры                                      | Мел Доннели             | |
| 2021      | Гонка на пределе                                | Джек Мерфи              | |
| 2022      | Быстрее пули                                    | Белая Смерть            | |
| 2022      | Джордж и Тэмми                                  | Джордж Джонс            | мини-сериал |
| 2022      | Амстердам                                       | Генри Норкросс          | |
| 2022      | Большая или маленькая ложь                      | Шрайвер                 | |
| 2023      | Флэш                                            | генерал Зод / Думсдэй   | |
| 2023      | Байкеры                                         | Зипко                   | |
| 2023      | Уэйко. Последствия                              | Гэри Неснер             | мини-сериал |
| 2024      | Конец                                           | Отец                    | |
| 2025      | Нюрнберг                                        | Роберт Джексон          | |
|           | Смерть от молнии                                | Джеймс Гарфилд          | мини-сериал |